# Давид I (ерісмтавар)
Давид I (груз. დავით д/н — 881) — 14-й ерісмтавар (верховний князь) Іберії в 876—881 роках.

## Життєпис
Походив з династії Багратіоні. Старший син Баграт I, ерісмтавара Іберії. 876 року спадкував владу. Водночас успадкував від стрийка Гуарама більшість його володінь, чим відновив вплив в Кларджеті. Отримав візантійський титул куропалата.
Невдовзі надав Ліпариту Багваші титул еріставі, закріпивши за ним область Тріалеті. Цим образив свого стриєчного брата Насра, сина Гуарама, який майже втратив усі землі. У 881 році ерісмтавара було вбито Насрою. Це призвело до тривалої кризи в державі, під час якої спадкоємець Давида I — Адарнасе IV змушений був до 888 року вести боротьбу за владу з стрийками Насрою і Гургеном I.

## Родина
Дружина — донька Костянтина III, царя Абхазії
Діти:
- донька, дружина Адарнасе III. еріставт-еріставі Тао
- Адарнасе (д/н—923), цар Тао-Кларджеті